# Oeconesidae
Oeconesidae (лат.) — семейство ручейников подотряда Integripalpia, включающее около 20 видов.

## Распространение
Австралия, Новая Зеландия.

## Описание
Среднего размера ручейники (размах крыльев от 30 до 38 мм). Личинки детритофаги, живут в  мелких водоёмах на растительных остатках в лесных регионах. Оцеллий у имаго нет. Нижнечелюстные щупики состоят из 1 или 2 члеников у самцов (у самок из 5 члеников). Усики длинные (равны длине крыльев).
Число шпор на передних, средних и задних ногах имаго равно 2, 4 и 4 соответственно.

## Систематика
6 родов и 20 видов. Таксон был создан в 1921 году в качестве трибы в составе подсемейства Sericostomatinae (Sericostomatidae).
- Oeconesus McLachlan, 1862 (5 видов)
  - Oeconesus angustus
  - Oeconesus incisus
  - Oeconesus lobatus
  - Oeconesus maori
  - Oeconesus similis
- Pseudoeconesus McLachlan, 1894 (9 видов)
  - Pseudoeconesus bistirpis
  - Pseudoeconesus geraldinae
  - Pseudoeconesus haasti
  - Pseudoeconesus hendersoni
  - Pseudoeconesus hudsoni
  - Pseudoeconesus mimus
  - Pseudoeconesus paludis
  - Pseudoeconesus squamosus
  - Pseudoeconesus stramineus
- Tarapsyche McFarlane, 1960 (1 вид, Новая Зеландия)
  - Tarapsyche olis
- Tascuna Neboiss, 1975 (1 вид, Тасмания)
  - Tascuna ignotar
- Zelandopsyche Tillyard, 1921 (2 вида)[9]
  - Zelandopsyche ingens
  - Zelandopsyche maclellani
- Zepsyche McFarlane, 1960 (1 вид, Новая Зеландия)
  - Zepsyche acinaces